# Pierre Petitot
Pour les articles homonymes, voir Petitot.
Pour l’article ayant un titre homophone, voir Pierre Petiteau.
Pierre Petitot né à Langres (Haute-Marne) le 11 décembre 1760 et mort à Paris le 7 octobre 1840,,, est un sculpteur français.
Il est le père du sculpteur Louis Petitot (1794-1862).

## Biographie
En 1772, Pierre Petitot intègre la classe de Claude François Devosge à l'École de dessin de Dijon. Remportant, en 1784, le premier grand prix de sculpture fondé par les états de Bourgogne avec un Onthryades, il bénéficie de l'attribution d'une pension qui lui permet de séjourner à Rome. Il s'y rend en décembre 1784 par mer en compagnie de son camarade Pierre-Paul Prud'hon, lauréat du grand prix de peinture du même concours (Bourgogne) qui est également un ancien élève de Devosge. Pour son envoi de Rome, Pierre Petitot sculpte le Gladiateur combattant (1786-1787) d'après la statue de la collection Borghèse.
Il rentre à Paris en 1788 et poursuit sa formation pendant deux ans dans l'atelier de Jean-Jacques Caffieri.
Pierre Petitot se marie vers 1790 avec Catherine Gurnot (née vers 1770). De cette union naît en 1794 Louis Petitot, futur sculpteur, marié vers 1830 avec Julie Angélique Cartellier, fille du sculpteur Pierre Cartellier (1757-1831) et de l'artiste peintre miniaturiste et copiste Angélique Geneviève Richard (1769-1848).
Il débute au Salon de 1793, en pleine tourmente révolutionnaire.
Quelques mois plus tard, sous la Terreur et alors que sa femme est enceinte de leur fils Louis (né le 22 juin 1794), Petitot est dénoncé comme suspect sous l'accusation d'avoir mal parlé des Jacobins. Arrêté et incarcéré à la « prison du Luxembourg », il ne sera libéré qu'à la chute de Robespierre, le 9 thermidor de l'an II (27 juillet 1794).
En 1806, Pierre Petitot figure sur la longue liste des artistes choisis par Denon pour la décoration de la colonne de la Grande-Armée (colonne Vendôme) d'après les dessins de Bergeret. L’état des dépenses indique sa participation à l'exécution des bas reliefs ornant le fut de la colonne, qui sont divisées en 76 parties ou scènes et 266 fragments dont sept lui sont attribuées sans pour autant être identifiées. 
Il collabore avec Pierre Cartellier et Joseph Espercieux[réf. nécessaire].
Pierre Petitot meurt le 7 octobre 1840 à Paris, où il est inhumé au cimetière du Montparnasse (3e division).
Le musée des Beaux-Arts de Dijon conserve le Portrait du sculpteur Pierre Petitot (entre 1785 et 1788), une huile sur toile réalisée par son ami Pierre-Paul Prud'hon.

## Œuvre

### Salons
Pierre Petitot expose au Salon à Paris à partir de 1793 et jusqu'en 1819.
- 1793 : Tête d'homme copiée d'après l'antique, marbre[13] ; Amour et Psyche, petit groupe en plâtre[13] ; La Mélancolie, figure en terre cuite[13] ; Une esquisse faisant pendule[15], terre cuite[13].
- 1795 : plusieurs bustes en plâtre, dont un patiné bronze[16].
- 1796 : Buste du citoyen Desseaux, ancien chirurgien en chef de l'Hôtel-Dieu, plâtre[17] ; Buste du citoyen C***, terre cuite[17] ; Hébé, esquisse, terre cuite[17].
- 1800 : Une mère pleurant son fils, groupe en marbre.
- 1801 : Le Prince Eugène, buste en marbre destiné à la galerie des Consuls du palais des Tuileries[18] ; Artémise, ou l'Amour conjugal[18] ; L'Innocence surprise par l'Amour et Anacréon chantant une ode à Vénus, deux petits bas-reliefs en cire réunis dans un cadre[18].
- 1802 : La Concorde, modèle en plâtre[19], prix d'encouragement du Salon.
- 1804 : Le Génie français[19].
- 1812 : La Mort de Pindare[20], esquisse.
- 1814 : L'Amitié, statue ; La Guerre et la Victoire, bas-relief en marbre ; L'Histoire et la Paix, bas-relief en marbre ; Le Triomphe de Bacchus et d'Ariane, bas-relief.
- 1817 ou 1819 : Marie-Antoinette.
- 1819 : Childéric et Néliza, groupe.

### Expositions
- 1900 : Exposition universelle à Paris : Le Génie de la Victoire, statuette en marbre (musée d'Art et d'Histoire de Langres) ; La Concorde, esquisse en plâtre du monument qui devait être élevé sur la place de la Concorde à Paris (musée d'Art et d'Histoire de Langres)[21].

### Œuvres dans les collections publiques

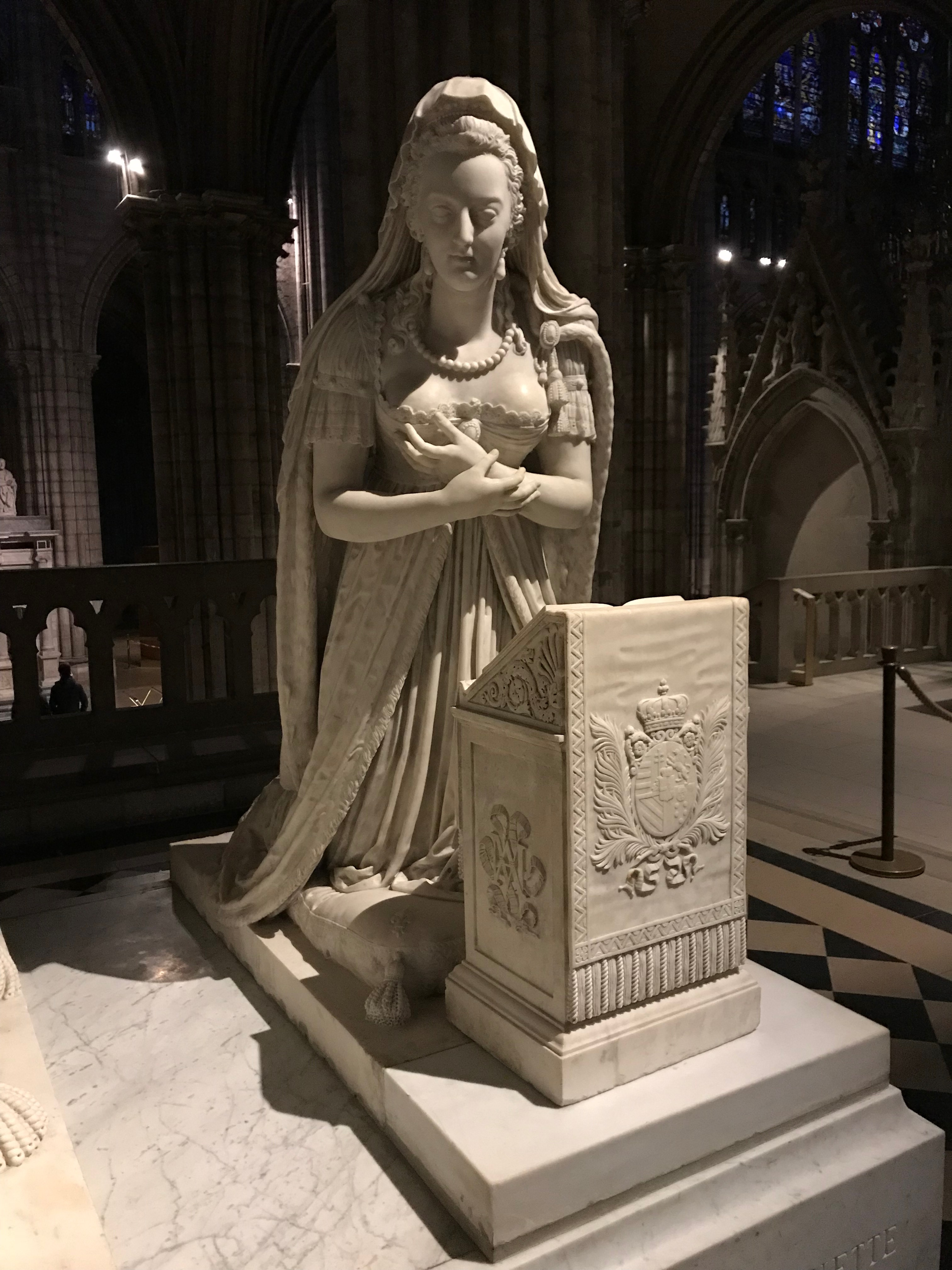
Orant de Marie Antoinette (1830), Saint-Denis, basilique Saint-Denis.

- Angers, musée des Beaux-Arts : Minerve, 1789, buste sur piédouche en marbre[22].
- Dijon, musée des Beaux-Arts : Gladiateur combattant, 1786, d'après la statue de la collection Borghèse conservé au musée du Louvre), marbre, 167 × 140 cm.
- Langres, musée d'Art et d'Histoire :
  - Le Génie de la Victoire, statuette en marbre, don de Jules Petitot, petit-fils de l'artiste ;
  - La Concorde, esquisse en plâtre.
- Paris, musée du Louvre : Le Char de la Concorde, groupe en plâtre.
- Saint-Denis, basilique Saint-Denis : orant de Marie Antoinette, 1830, statue en marbre du Monument funéraire Louis XVI Marie Antoinette. L'orant de Louis XVI est d'Edme Gaulle[23].
- Versailles, châteaux de Versailles et de Trianon :
  - Portrait d'Eugène-François de Savoie dit le prince Eugène, Salon de 1801, buste en hermès en marbre ;
  - Portrait de François Croizier, aide de camp du général Bonaparte (1758-1799)[24], 1836, buste sur piédouche, plâtre, hauteur : 78 cm, moulé d'après le buste autrefois dans la salle des Maréchaux aux Tuileries[25]. Original en marbre exposé au Salon de 1804, moulé à deux reprises.

## Distinction
- 1784 : premier grand prix de sculpture de l'École de dessin de Dijon[6].